# ممر برتشكو

ممر برتشكو (1995-2000) ومنطقة برتشكو (منذ عام 2000).

ممر برتشكو (المعروف أيضا باسم الممر الصربي (بالصربية: Српски коридор)) هو اسم يستخدم لشريط ضيق من الأرض على طول الضفة الجنوبية لنهر سافا الذي يربط بين الشرق و الجزء الغربي من جمهورية صرب البوسنة من عام 1992 إلى عام 2000. تم إنشاؤه في عام 1992 بعد العملية العسكرية ممر 92 وكان خط إمداد عسكري ومدني مهم للأجزاء الغربية من جمهورية صرب البوسنة وجمهورية كرايينا الصربية خلال الحرب البوسنية والكرواتية. بعد توقيع اتفاقية دايتون في عام 1995 ظل الممر داخل جمهورية صرب البوسنة لكن التحكيم الدولي اللاحق خصص هذه المنطقة لمنطقة برتشكو المشكلة حديثا (التي تم إنشاؤها في عام 2000) والتي أصبحت منطقة مشتركة إقليمية بين جمهورية صرب البوسنة واتحاد البوسنة والهرسك.